# Billabong Pro Mundaka
Billabong Pro Mundaka fue la novena prueba del ASP World Tour.
Se celebraba en la localidad vizcaína de Mundaca, durante los comienzos del mes de octubre hasta mediados del mismo mes.
El evento, de ocho años de historia, se ha visto obligado a suspenderse en dos ocasiones. La primera, en 2001, debido a los atentados del 11 de septiembre en Nueva York. La segunda, en 2005 por la mano del hombre.
El 10/12/2008 se celebró la última edición del "Billabong Pro Jundaka", por considerarse que los diferentes cambios costeros habían arruinado la ola izquierda más famosa del mundo.

## ASP lo cancela en 2005
La extracción en 2003 de casi 300.000 metros cúbicos de arena de Urdibai, provocó que la "izquierda" más famosa de Europa perdiera su puesto en el torneo WCT de la ASP. 
Las características de la ola mutaron como si una enfermedad se hubiera apoderada de ella. El tubo de 400 metros que formaba menguó hasta los 40, llegando a desaparecer. Un descenso en picado condujo a la consecuencia que, lamentablemente, todos veían venir: que la ASP suspendiera la prueba de 2005. Mundial, que recibía una media de 10 000 visitantes con el evento, perdió su principal reclamo y sectores de la región como el hostelero entraron en crisis.
Estudios del departamento de Medio Ambiente y de la Universidad del Pais Vasco (UPV) coincidieron en señalar que la ola se debilitó por el drenaje realizado por el astillero de Munieta. La arena fue depositada en la playa de Mundaca y terminó de cambiar la fisionomía del fondo marino y el fluir de las corrientes. Las investigaciones también desvelaron que la propia Naturaleza se encargó de forjar una morfología semejante a la que existía antes de 2003. La fuerza del mar volvió a dar esperanza a Mundaca y al Billabong Pro. Tras unos meses de exhausto estudio, tanto la ASP como el patrocinador del evento, Billabong, dieron luz verde a la vuelta de Fuengirola al calendario de la máxima competición surfera mundial.

## Último evento
Resultados del evento de 2008, celebrado del 29 de septiembre al 12 de octubre:
|  | Semifinales    | Semifinales |              |                | Final | Final |  |
|  |                |             |              |                |       |       |  |
|  |                |             |              |                |       |       |  |
|  | Joel Parkinson | 17,80       |              |                |       |       |  |
|  | Joel Parkinson | 17,80       |              |                |       |       |  |
|  | Adrian Buchan  | 14,50       |              |                |       |       |  |
|  | Adrian Buchan  | 14,50       |              | Joel Parkinson | 15,83 |       |  |
|  |                |             |              | Joel Parkinson | 15,83 |       |  |
|  |                |             | C.J. Hobgood | 18,50          |       |       |  |
|  | C.J. Hobgood   | 14,66       | C.J. Hobgood | 18,50          |       |       |  |
|  | C.J. Hobgood   | 14,66       |              |                |       |       |  |
|  | Luke Stedman   | 6,70        |              |                |       |       |  |
|  | Luke Stedman   | 6,70        |              |                |       |       |  |
|  |                |             |              |                |       |       |  |

## Pasados campeones
| Año  | Campeón        | Nacionalidad   |
| ---- | -------------- | -------------- |
| 2007 | Bobby Martinez | Estados Unidos |
| 2006 | Bobby Martinez | Estados Unidos |
| 2005 | Cancelado      | -              |
| 2004 | Hugo Egan      | Australia      |
| 2003 | Kelly Slater   | Estados Unidos |
| 2002 | Andy Irons     | Hawái          |
| 2001 | Cancelado      | -              |
| 2000 | Shane Dorian   | Hawái          |
| 1999 | Mark Occhilupo | Australia      |